# Новинка (Брейтовский район)
Новинка — деревня в Брейтовском районе Ярославской области России. 
В рамках организации местного самоуправления входит в Брейтовское сельское поселение, в рамках административно-территориального устройства — в Брейтовский сельский округ.

## География
Расположена на северо-западе Ярославской области, в 2 км от берега Рыбинского водохранилища, в 147 километрах к северо-западу от Ярославля и в 4,5 километрах к северо-западу от райцентра, села Брейтово. 

## Население
| 2007 | 2010 |
| ---- | ---- |
| 127  | ↘106 |

Согласно результатам переписи 2002 года, в национальной структуре населения русские составляли 98 % из 147 жителей.